# Eochaid Apthach
Pour les articles homonymes, voir Eochaid.
Eochaid ou Eochu Apthach (i.e: hors la loi ou fatal)du Corcu Loígde du Comté de Cork, un  lointain descendant de  Breogán, le grand- père de  Míl Espáine , est selon les légendes médiévales et la tradition pseudo historique irlandaise un Ard ri Erenn.

## Règne
Eochaid Apthach prend le pouvoir après avoir tué l'Ard ri précédent, Bres Rí. Il  règne seulement une année au cours de laquelle  la peste aurait sévit chaque mois  en Irlande.
Il est finalement tué par Finn mac Blatha, un descendant de Ollom Fotla. Le Lebor Gabála Érenn synchronise son règne avec celui  Darius Ier  en Perse (522-485 av. J.-C. ). La chronologie de Geoffrey Keating Foras Feasa ar Éirinn lui assigne comme dates 726-725 av. J.-C., et les Annales des quatre maîtres  de  953-952 av. J.-C. .

## Source
- (en) Cet article est partiellement ou en totalité issu de l’article de Wikipédia en anglais intitulé « : Eochu Apthach » (voir la liste des auteurs), édition du 7 avril 2012.